# Mario Neumann (Schauspieler)
Mario Neumann (* 1988 in Fritzlar) ist ein deutscher Schauspieler.

## Leben
Mario Neumann wuchs in Bochum und im Sauerland auf. Nach seinem Abitur am Märkischen Gymnasium in Iserlohn begann er zunächst ein Lehramtsstudium für die Fächer Evangelische Theologie und Sozialwissenschaften an der Universität Siegen, bevor er sich für die Schauspielerei entschied.
Von 2011 bis 2015 studierte er Schauspiel an der Hochschule für Musik und Theater in Hamburg. Während seines Studiums hatte er erste Theaterengagements am St. Pauli Theater (u. a. 2012, als Zuschneider Schürzinger in Kasimir und Karoline), auf Kampnagel (2013) und am Deutschen Schauspielhaus, wo er 2014 die Rollen Asamat/Gruschnitzky in einer Bühnenfassung von Ein Held unserer Zeit übernahm.
In der Spielzeit 2014/15 gastierte er am Staatstheater Braunschweig als Albert Kropp in Nicolai Sykoschs Inszenierung des Remarque-Romans Im Westen nichts Neues.
Ab der Spielzeit 2015/16 war er unter der Intendanz von Katja Ott bis 2017 festes Ensemblemitglied am Theater Erlangen.   Dort trat er u. a. in der Titelrolle einer Bühnenfassung von Goethes Briefroman Die Leiden des jungen Werthers (Premiere: Oktober 2015), als Unterleutnant Fedotik in Drei Schwestern (Premiere: April 2016) und als Romeo in Romeo und Julia (Premiere: März 2017) auf. Außerdem wirkte er in mehreren Kinder-, Jugend- und Familientheaterproduktionen und Weihnachtsstücken mit.
In der Spielzeit 2017/18 gastierte er erstmals am Theater an der Ruhr. Im Mai 2018 gab er neben Pablo Konrad und Sascha Tschorn in einer Bühnenfassung der Bulgakow-Erzählung Das hündische Herz sein Debüt am Theater im Bauturm in Köln, in einer Produktion, in der er dort auch in der Spielzeit 2018/19 wieder auftritt. In der Spielzeit 2018/19 gastierte er am Theater an der Ruhr als Lehrer im Dürrenmatt-Stück Der Besuch der alten Dame.
Neumann stand auch für einige Film- und Fernsehproduktionen vor der Kamera. Im Bella-Block-Krimi Bella Block: Die schönste Nacht des Lebens (2015) spielte er einen homosexuellen Marinekadetten, der mit dem Ersten Offizier (gespielt von Jan Krauter) ein kurzzeitiges Verhältnis hatte. Im November 2018 war Neumann in der ZDF-Krimiserie SOKO Köln in einer Episodennebenrolle als Ex-Freund einer ermordeten Studentin zu sehen. In der 7. Staffel der ZDF-Serie Heldt (2019) übernahm er eine der Episodenrollen als „Mülltaucher“ Tobias Brandt.
Neumann arbeitet auch als Sprecher für Hörspiele, Podcasts, bei Lyrik- und Musikprogrammen und Lesungen. Er lebt in Köln.

## Filmografie (Auswahl)
- 2015: Bella Block: Die schönste Nacht des Lebens (Fernsehreihe)
- 2018, 2023: SOKO Köln: Eine wunderbare Familie, Nur der Moment (Fernsehserie, zwei Folgen)
- 2019: Heldt: Ab in die Tonne (Fernsehserie, eine Folge)
- 2020: Helene, die wahre Braut (Märchenfilm)
- 2022: Wilsberg: Fette Beute (Fernsehreihe)